# Samardžije
Samardžije (cyr. Самарџије) – wieś w Bośni i Hercegowinie, w Republice Serbskiej, w gminie Gradiška. W 2013 roku liczyła 162 mieszkańców.